# Tenuta Nápoles
La Hacienda Nápoles è un parco tematico ubicato nella località colombiana di Doradal, Antioquia. Si trova nella valle del fiume Magdalena, ed è riconosciuto come simbolo del Cartello di Medellín e, nello specifico, del suo proprietario Pablo Escobar, uno dei fondatori del cartello.
Quando era residenza di Escobar, la casa principale della tenuta era conosciuta come "La Mayoría", e, secondo il figlio del narcotrafficante, è stata improvvisata dal punto di vista architettonico.
Dopo la fine del Cartello di Medellín, la tenuta, che aveva un'estensione di quasi 3.000 ettari, è stata trasformata in un parco tematico con diverse specie animali. Ci sono inoltre attrazioni come un parco con dinosauri, una replica del Colosseo, un'enorme casa, i resti di una collezione di automobili e una pista di atterraggio. Ciò nonostante, né lo zoo né il parco giurassico sono stati sinora le maggiori attrazioni turistiche.

## Storia della tenuta Nápoles
La tenuta Nápoles fu acquistata nel 1978 da Pablo Escobar e dai suoi cugini Jhonny Bedoya Escobar e Luis Bedoya Escobar. Immediatamente avviarono una serie di opere che avevano l'obiettivo di abbellire il luogo, dove costruirono edifici con decine di stanze, strade, sei piscine, 27 laghi artificiali, un distributore di benzina autonomo, una pista di atterraggio per aerei, eliporti, hangar, e un giardino esotico che includeva palme e stalle con i cavalli.
Il logo della tenuta è un piccolo aereo sull'arco di entrata, che è una replica di quello con cui Escobar portò il suo primo carico di cocaina agli Stati Uniti, poiché  l'originale fu perso in mare con un carico di droga, secondo quanto ha affermato lui stesso in un colloquio con il giornalista Germán Castro Caycedo.
Per la sua inaugurazione nel natale del 1978 Escobar riunì tutta la sua famiglia, inclusi zii e cugini; oltretutto ingaggiò un'equipe televisiva straniera per realizzare un documentario. 
Nella tenuta Nápoles c'erano un'arena per i tori, macchine da corsa, moto d'acqua, motociclette per giri turistici, oltre a una Chevrolet del 1934, che era stata colpita dai proiettili per farla somigliare a quella dei leggendari delinquenti Bonnie e Clyde o Al Capone, che il narcotrafficante tanto ammirava. Inoltre disponeva di un importante zoo, con rinoceronti, elefanti, cammelli, ippopotami, zebre, giraffe, gru, impala, cervi, tapiri, canguri, fenicotteri, struzzi e una coppia di pappagalli neri unici al mondo. Su richiesta di Roberto Escobar, fratello del capo, non si acquistarono mai animali feroci come i predatori o serpenti.
La tenuta, il cui terreno fu valutato da Escobar in 4'500 milioni di pesos colombiani nel 1983, oltre ad essere il luogo di ritrovo dei capi del cartello di Medellín, Gonzalo Rodríguez Gacha, Carlo Lehder, i fratelli Ochoa Vásquez, ecc., è stato luogo di riunione e riposo per migliaia di visitatori, legati o meno agli affari del cartello.
Oltre a tutto ciò la tenuta rappresenta il riflesso dell'ascesa e caduta di Escobar e del cartello di Medellín; dal 1978 è stata simbolo del suo apogeo ma nel 1984, dopo l'assassinio del ministro di giustizia Rodrigo Lara Bonilla, la famiglia Escobar si rifugiò a Panama, motivo per cui fu parzialmente trascurata. Il ritorno di Escobar segnò un nuovo periodo di crescita, che si prolungò fino al periodo del Narcoterrorismo, quando le forze di sicurezza dello Stato assediarono il Cartello di Medellín. I suoi proprietari non poterono più tornare nella tenuta: nel 1991 Escobar si consegnò e nel 1992 fuggì dal carcere, vivendo in vari nascondigli fino alla sua cattura e uccisione l'anno seguente. In questo intervallo di tempo alcuni animali furono raccolti dagli zoo di tutto il paese e la proprietà fu varie volte occupata dalle forze armate. Tutti questi sforzi probabilmente la preservarono dall'azione distruttiva dei Los Pepes, ma non dall'abbandono dopo la morte di Escobar.

### Dopo il Cartello
Le centinaia di dipendenti se ne andarono, alcune proprietà furono rubate, altre, condannate all'oblio; la tenuta andò in rovina, dopo essere stata svuotata da saccheggiatori alla ricerca di tesori; la giungla ricoprì parte del podere, gli ippopotami tornarono selvaggi e continuarono ad abitare i laghi, anche se continuamente si ipotizzò che fossero scappati giungendo infine al Fiume Magdalena. Grazie alla legge di estinzione del dominio, nel 2006 la tenuta divenne di proprietà dello Stato colombiano. Ha anche ospitato diversi sfollati colombiani.

## Parco tematico

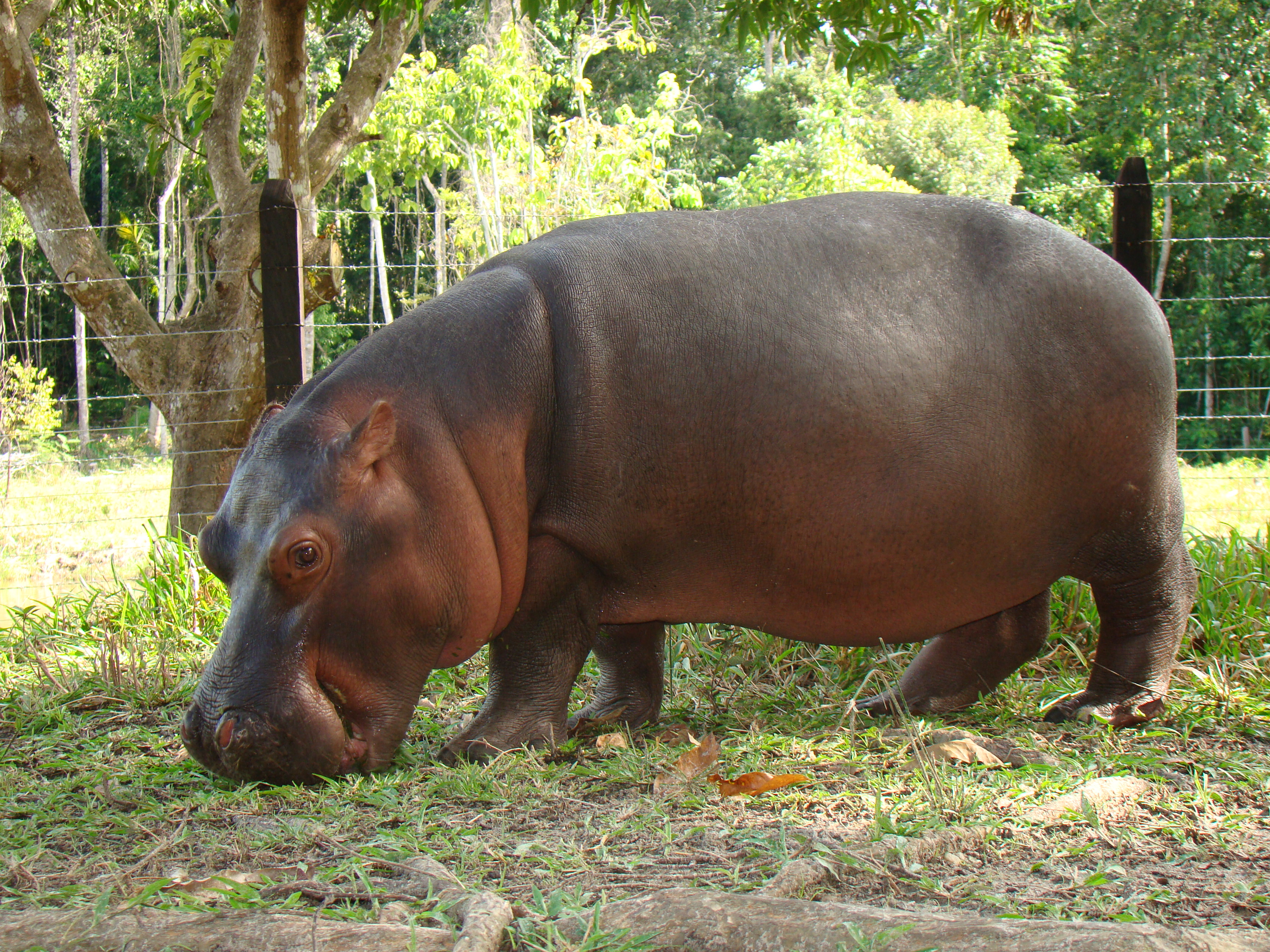
L'ippopotamo Vanessa

La popolazione animale che vive nei terreni della Tenuta Nápoles è stata, fin dall'inizio, una delle sue maggiori fortune. Quando apparteneva ad Escobar, la tenuta contava più di 1500 specie animali. Ciò nonostante, molti di questi esemplari sono stati allontanati quando Escobar ha cominciato ad essere accusato dalle autorità colombiane. In questo modo, vari ippopotami hanno cominciato a vivere selvaggiamente, formando la più grande popolazione di questa specie fuori dall'Africa.
I lavori di ristrutturazione della Tenuta Nápoles e dei suoi beni sono riusciti a recuperare, nella forma di zoo aperto al pubblico, vari gruppi di animali, che vivono nei suoi ecosistemi. Così, nella Tenuta Nápoles si può trovare un acquario con esemplari colombiani, una casa delle farfalle, un rettilario, una comunità di ippopotami, due elefanti confiscati ad un circo, oltre ad altre varietà di fauna, come ad esempio diverse famiglie di uccelli.
Il parco tematico non fa menzione del famoso proprietario Escobar, a cui è però dedicata la parte centrale dell'area, ossia gli edifici in cui viveva e ospitava altri boss e personaggi di spicco, e dove si trovava la pista di atterraggio e gli spazi di deposito. Tra le rovine degli edifici, mai recuperati, si possono trovare dei cartelli illustrativi su Escobar e il suo clan e sulla sua lotta contro lo Stato. È presente anche la collezione di auto d'epoca di Pablo Escobar, che si trovava all'Edificio Monaco (residenza segreta della Famiglia Escobar a Medellín nel 1988) al momento dell'attentato commissionato dal Cartello di Cali. La collezione, parzialmente distrutta, fu poi trasferita alla Hacienda Nápoles , dove è esposta all'interno della plaza de toros privata.

## Altri collegamenti
- Cartello di Medellín